# Kwasi Owusu
Kwasi Owusu (* 7. November 1945; † 30. März 2020 in Sunyani) war ein ghanaischer Fußballspieler.

## Karriere
Owusu begann bei den Yara Stars in Kintampo mit dem Fußballspielen. 1965 wurde er vom Bofoakwa Tano FC, einem Verein aus Sunyani, verpflichtet. Bereits 1966 wurde Kwasi „Powerhouse“ Owusu erstmals in die A-Nationalmannschaft Ghanas berufen, mit der er bei der Afrikameisterschaft 1970 den zweiten Platz belegte. 1972 kam der 1,70 m große und 87 kg schwere Angreifer beim olympischen Fußballturnier in München in zwei Spielen zum Einsatz. Zwischen 1973 und seinem letzten Einsatz in der Nationalmannschaft 1976 war Owusu Kapitän der „Black Stars“.
Im Juni 2013 veröffentlichte der Journalist Thomas Freeman Yeboah die Ergebnisse seiner Recherche, wonach Kwasi Owusu gemeinsam mit Edward Acquah (1935–2011) Rekordtorschütze der ghanaischen Nationalmannschaft ist. Zwischen 1969 und 1976 erzielte Owusu in mindestens 23 Spielen insgesamt 40 Tore für die „Black Stars“. 1969 erzielte er bei den 6:0- und 9:1-Siegen über Nigers Nationalmannschaft fünf respektive vier Treffer.